# Ioana Dumitriu
Pour les articles homonymes, voir Dumitriu.
Ioana Dumitriu, née le 6 juillet 1976, est une mathématicienne américano-roumaine, professeure de mathématiques à l'Université de Washington. Ses recherches portent sur la théorie des matrices aléatoires, l'analyse numérique, les sciences numériques et la théorie des jeux.

## Biographie
Ioana Dumitriu est la fille de deux professeurs roumains d’électrotechnique de Bucarest. Tôt dans sa vie, elle a été identifiée comme ayant un talent en mathématiques et, à 11 ans, elle a remporté un concours national de mathématiques. Elle a participé à des camps d’entraînement aux mathématiques en vue de sa participation à l’équipe roumaine aux Olympiades internationales de mathématiques, bien que sa plus haute participation fût à la demi-finale nationale.
À 19 ans, comme étudiant de première année à l'Université de New York (NYU), Dumitriu suivait déjà des cours de mathématiques de deuxième cycle. Elle a obtenu son diplôme avec mention très bien à la NYU en 1999 avec un baccalauréat en mathématiques avec mineure en informatique. Elle a obtenu son doctorat en 2003 du Massachusetts Institute of Technology sous la direction d'Alan Edelman avec une thèse sur les statistiques de valeurs propres pour les ensembles bêta (Eigenvalue statistics for beta-ensembles). Après des recherches postdoctorales en tant que boursier de recherche Miller à l'Université de Californie à Berkeley, elle a rejoint la faculté de l'Université de Washington en 2006.

## Récompenses et honneurs
Ioana Dumitriu a remporté le prix Alice T. Schafer d’excellence en mathématiques par une femme diplômée en 1996 et le prix Leslie Fox pour l’analyse numérique (attribué à un jeune chercheur en analyse numérique qui excelle tant en mathématiques qu'en présentation) en 2007. En 2009, elle a reçu un prix CAREER de la National Science Foundation. En 2012, elle est devenue l'un des tout premiers boursiers de la Société américaine de mathématiques.

### Première femme boursière Putnam
En 1996, en deuxième année à l'université de New York, Dumitriu est devenue la première femme à devenir Fellow de Putnam, ce qui signifie qu'elle a obtenu l'une des cinq meilleures notes du concours de mathématiques William Lowell Putnam. En 1995, 1996 et 1997, elle remporta le prix Elizabeth Lowell Putnam, remis à la meilleure femme du concours, un record qui ne fut égalé que dix ans plus tard lorsque Alison Miller remporta également le même prix trois années de suite.

## Publications sélectionnées
- Ioana Dumitriu et Alan Edelman, « Matrix models for beta ensembles », Journal of Mathematical Physics, vol. 43, no 11,‎ 2002, p. 5830–5847 (DOI 10.1063/1.1507823, Bibcode 2002JMP....43.5830D, MR 1936554, arXiv math-ph/0206043)
- James Demmel, Ioana Dumitriu et Olga Holtz, « Fast linear algebra is stable », Numerische Mathematik, vol. 108, no 1,‎ 2007, p. 59–91 (DOI 10.1007/s00211-007-0114-x, MR 2350185, arXiv math/0612264)